# Autobusna linija br. 106 u Zagrebu
Linija 106 (Kaptol – Mirogoj – Krematorij) gradska je autobusna linija ZET-a u Zagrebu. Povezuje središnje zagrebačko groblje Mirogoj i krematorij Gaj urni s terminalom Kaptol u samom centru grada. Također prolazi kroz Šalatu i povezuje Institut Ruđer Bošković i Sjeverni kampus Prirodoslovno-matematičkog fakulteta.

## Trasa
Prometuje trasom: Kaptol – Zvonarnička ulica – Degenova ulica – Grškovićeva ulica – Bijenička ulica – Aleja Hermanna Bolléa – Mirogojska cesta – Remetska cesta – Krematorij
Kaptol se nalazi u blizini Trga bana Jelačića gdje je moguće presjedanje na tramvajske linije 1, 6, 11, 12, 13, 14 i 17.

## Raspored
Linija prometuje svaki dan svakih 20 minuta.
Na liniji je disponirano 2 zglobna autobusa iz Autobusnog pogona Podsused.

## Vanjske poveznice
- Vozni red linije 106

1. ↑  Datoteke u GTFS formatu. zet.hr. Pristupljeno 5. lipnja 2025. - Sadrži informacije tijela javne vlasti u skladu s Otvorenom dozvolom